# لورنس تود
لورنس تود (بالإنجليزية: Laurence Todd)‏ هو صحفي أمريكي، ولد في 1882، وتوفي في 1957.